# Badminton 1975
Höhepunkte des Badmintonjahres 1975 waren der Uber Cup 1975 sowie die All England, die Irish Open, die Scottish Open, die German Open, die Dutch Open, die Denmark Open, die Südostasienspiele und die French Open.
==Internationale Veranstaltungen ==
| Veranstaltung | Herreneinzel   | Dameneinzel       | Herrendoppel                  | Damendoppel                        | Mixed                              |
| ------------- | -------------- | ----------------- | ----------------------------- | ---------------------------------- | ---------------------------------- |
| All England   | Svend Pri      | Hiroe Yuki        | Tjun Tjun Johan Wahjudi       | Machiko Aizawa Etsuko Takenaka     | Elliot Stuart Nora Gardner         |
| Denmark Open  | Rudy Hartono   | Lene Køppen       | Tjun Tjun Johan Wahjudi       | Imelda Wiguna Theresia Widiastuti  | Tjun Tjun Regina Masli             |
| French Open   | David Hunt     | Yu Yuk Geor       | David Hunt Peter Penneket     | Lim Shour Yu Yuk Geor              | David Hunt Patricia Assinder       |
| German Open   | Flemming Delfs | Joke van Beusekom | Bengt Fröman Thomas Kihlström | Brigitte Steden Marieluise Zizmann | Wolfgang Bochow Marieluise Zizmann |
| Swedish Open  | Svend Pri      | Lene Køppen       | Ray Stevens Mike Tredgett     | Barbara Giles Susan Whetnall       | Mike Tredgett Nora Gardner         |